# Arturo McFields
Arturo McFields Yescas (Nicaragua, c. 1976) es periodista exiliado, exembajador ante la OEA y exmiembro del Cuerpo de Paz de Noruega (FK). Exalumno del Seminario de Seguridad y Defensa del National Defense University y egresado del curso de Liderazgo de Harvard y HarvardX.

## Biografía
Arturo es hijo del poeta caribeño David McFields. Tras completar los estudios de periodismo en la Universidad Centroamericana (1994-1998) obtuvo una Maestría en Relaciones Internacionales  del Instituto Seneca de Españay un certificación de Harvard University sobre principios fundamentales de liderzago. McFields trabajó en diversos medios de comunicación escribe artículos de análisis y opinión en medios como Infobae,  The Washington Post y El Nuevo Herald. 
Tiempo después, McFields fue voluntario en el Cuerpo de Paz de Noruega (2007), y en 2011 inició su carrera diplomática como agregado de prensa en la embajada de Nicaragua en Washington D. C. (Estados Unidos). Posteriormente fue primero, ministro consejero y después embajador ante la Organización de los Estados Americanos (2021-2022).
El 23 de marzo de 2022 denunció a la administración de Daniel Ortega, calificándola como una dictadura que viola los derechos humanos y pidiendo la liberación de los presos políticos en el país. Concretamente condenó las acciones crueles contra 179 presos políticos llevadas a cabo por la dictadura de Daniel Ortega y Rosario Murillo, citando el caso de Tamara Dávila,quien no ha visto a su hija en ocho meses así como la prohibición de verla (algo que lo conmovió) o el fallecimiento del general en retiro Hugo Torres. A consecuencia de su intervención fue destituido. Denunció a México y Argentina por guardar silencio como cómplices. Él se pronunció sobre el retiro anticipado de Nicaragua sobre la Organización de los Estados Americanos y espetó que debería ser una "victoria moral para el pueblo y en especial para los más de 180 presos políticos"
En febrero de 2023 el Tribunal de Apelaciones de la Circunscripción Managua le quitó la nacionalidad nicaragüense.
En julio de 2023 España le otorgó la nacionalidad española mediante un decreto del Rey.